# Amarna-Brief EA 243

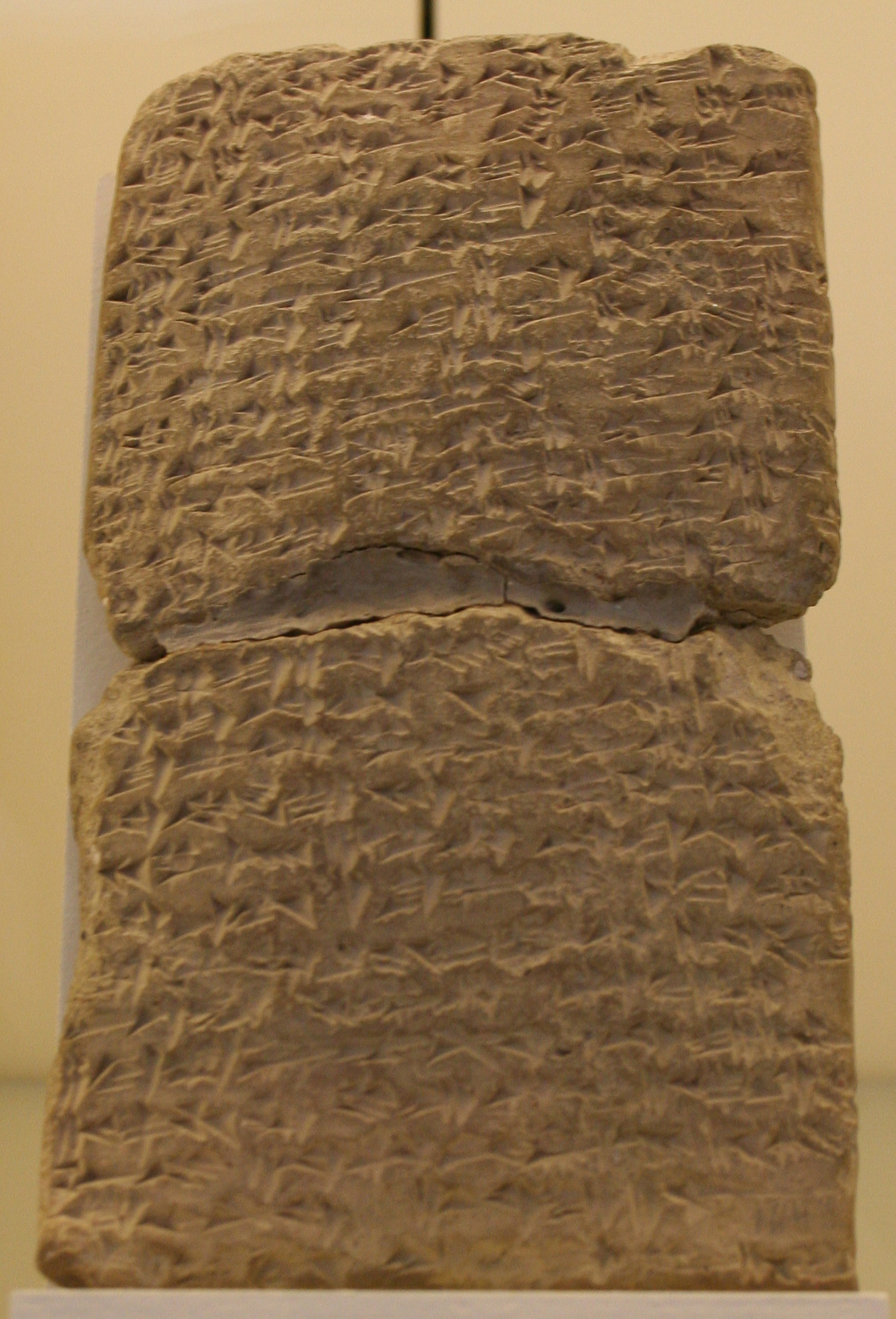
Amarna-Brief EA 288, von Abdi-Hepaṭ dem König von Jerusalem.

Amarna-Brief EA 243 ist ein Brief des Biridija, König von Megiddo, an den Pharao. Er ist in akkadischer Keilschrift auf einer Tontafel geschrieben und gehört zu den Amarna-Briefen aus dem Palastarchiv des Pharao Echnaton. Dieses befand sich in dessen neu gegründeter Hauptstadt Achet-Aton („Horizont des Aton“), dem heutigen Tell el-Amarna. Heute befindet sich die Tafel im Vorderasiatischen Museum in Berlin, Inventarnummer VAT 1669.

## Akkadischer Text
Vorderseite:

1. a-na šarri(LUGAL)ri b[êli(EN)-ia]

2. ù dšamši(UTU)-ia u i[lāni(DINGIRmeš)-ia qí-b]í-ma

3. um-ma mbi-ri-di[-ja]

4. arad(ÁRAD) ki-it-ti š[a šarri(LUGAL)ri]

5. a-na šêpē(GÌRImeš) šarri(LUGAL)ri bêli(EN)[-ia]

6. u dšamši(UTU)-ia u ilāni(DINGIRmeš)-ia

7. 7(m)-šu ù 7(m)-ta-a-an a[m-q]ut

8. iš-te-me a-wa-temeš

9. šarri(LUGAL)ri bêli(EN)-ia u dšamši(UTU)-ia

10. ù a-nu-um-ma i-na-ṣa-r[u]

11. alu(IRI) ma-gi5-daki

12. alki šarri(LUGAL)ri bêli(EN)-ia

13. u[r]ra(U4kám) ù mi(GE6)-ša le-la

14. urra(U4kám) i-na-ṣa-ru

15. [i]š-tu eqlāti(A.ŠÀmeš)

Rückseite:

16. i-na narkabāti(GIGIRmeš) ù ṣ[âbē(GE6)-ša]

17. i-na-ṣa-ru <iš-tu> dûrāni ali(IRI)ki

18. šarri(LUGAL)ri bêli(EN)-ia

19. ù a-nu-um-ma d[a]-a[n-na-a]t

20. nu-kur-ti7 lú.mešS[a].Gaz

21. i-na mâti(KUR)ki ù lu-ú ji-de

22. šarru(LUGAL)ru bêli(EN)-ia a-na mâti(KURki)-šu

## Übersetzung
Vorderseite:

1. Zu dem König, [meinem] H[errn]

2. und meiner Sonne und [meinen] G[öttern, hat gesprochen]

3. also Biridi[ja],

4. der treue Diener de[s Königs]:

5. Zu den Füßen des Königs, meines Herrn

6. und meiner Sonne und meiner Götter,

7. [fiel] ich 7mal und 7mal [ni]eder.

8. Ich habe gehört die Worte

9. des Königs, meines Herrn und meiner Sonne,

10. und siehe, ich schütze

11. Magida,

12. die Stadt des Königs, meines Herrn,

13. T[a]g und Nacht (l[e]l).

14. Des Tages bewache ich

15. [v]on den Feldern.

Rückseite:

16. Mittelst Wagen und K[rieger]

17. schütze ich die Mauern der Stadt

18. des Königs, meines Herrn.

19. Denn siehe, mäc[htig is]t

20. die Feindschaft der S[a].Gaz-Leute

21. im Lande. So kümmere sich fürwahr

22. der König, mein Herr, um sein Land!